# 3962 Valyaev
3962 Valyaev (1967 CC) là một tiểu hành tinh nằm phía ngoài của vành đai chính được phát hiện ngày 8 tháng 2 năm 1967 bởi T. Smirnova ở Nauchnyj.